# Nataly Valencia
Nataly Steffanía Valencia Valdez (Quito, 23 de desembre de 1986) és una actriu de cinema i teatre equatoriana, coneguda per formar part del repartiment d'Enchufe.tv, una sèrie web de la productora Touché Films.

## Biografia

### Estudis
Nataly Valencia va estudiar el primer any de secundària al Colegio Francisco de Orellana, i va acabar la secundària al Colegio 24 de Maig. Durant l'etapa a l'escola, va formar grups de teatre amb els seus companys, on escrivia obres improvisades que presentava d'aula en aula, a més a l'escola va fer un curs d'actuació per a televisió.
Fou de la primera promoció de la carrera de Realització i Actuació a l'INCINE, de Quito, l'Equador, el 2012, i va realitzar estudis a l'ESCAC de Barcelona, Espanya, a Realització i Actuació i un màster en Direcció.

## Carrera

### Enchufe.tv
Després de tornar a l'Equador i després de realitzar el seu mestratge s'integra a l'equip de Touché Films, com a guionista i actriu, apareixent per primera vegada en la sèrie web de YouTube, Enchufe.tv, en el sketch Pijama. Entre els seus guions per a la sèrie web, destaquen els de més motiven a Nataly, els quals es centren en protagonistes femenines fortes i complexes, com ho són en els sketchs Viendo Como Chica Menstruando, Novia Perfecta y las Lorenas del Futuro.
Com a part de la sèrie web, ha obtingut reconeixements com el Premi de l'Audiència a millor Show del Año a els Streamy Awards de 2014, i un Premi Especial com a Creadors de Continguts Latinoamericans dels Eliot Awards de 2016.
El 2016 va protagonitzar i va escriure el guió del film web Enchufe sin visa, per a la plataforma de Vimeo On Demand, el qual està dividit en 4 sketchs, amb 4 personatges i històries diferents que s'enllacen al final d'aquesta.

### Cinema
Va actuar per a diversos curtmetratges dramàtics, abans de fer comèdia per a Enchufe.tv.
Va ser part del repartiment a la pel·lícula Els Canalles de 2009, al costat d'Ana Cristina Franco, Jorge Fegan i Diego Coral.
El 2013 va formar part del repartiment de la pel·lícula Distante cercania, d'Alex Schlenker i Diego Coral, al costat dels actors Gonzalo Estupiñán i Christoph Baumann.
Va escriure el guió per la pel·lícula Dedicada a mi Ex, abans anomenada Rock’n Cola, amb Diego Ulloa, Julio Panni, Juan Diego Aguilar i Jorge Ulloa, amb els quals va decidir el tema i les idees de la pel·lícula, en un procés que descriu com "matar els egos" i amb el qual tots van estar d'acord amb el resultat final. Aquesta pel·lícula és la primera que realitza l'equip de Touché Films, on Raúl Santana és el protagonista, Jorge Ulloa el director, i ella al costat d'Orlando Herrera, Biassini Segura i Carlos Alcántara, són part del repartiment. Pel paper que li va tocar interpretar, Nataly va haver d'aprendre a tocar la bateria durant diversos mesos, i a conduir motocicleta, ja que el seu personatge és una dona violenta, impulsiva, boja, bateria, motociclista, i moltes de les coses oposades a ella, perquè es considera una dona tranquil·la.

### Teatre
El 2016, va actuar al costat de Raúl Santana a l'obra de micro-teatre Tenemos que hablar
El 2018, va formar part del repartiment de l'obra de teatre Els Bonobos, al costat d'Álex Cisneros, Christian Castillo, Pancho Viñachi, Valentina Pacheco i Sonia Valdez.

## Filmografia

### Sèries
- P#t@s xarxes socials (Prime Vídeo (primera temporada))

### Cinema
- Los Canallas
- Distante cercanía
- Asu Mare 3
- Dedicada a mi ex
- Misfit, eres o te haces

### Internet
- Enchufe.tv
- Enchufe sin visa

### Teatre
- - Tenemos que hablar
  - Los Bonobos